# 第14回NHK紅白歌合戦
『第14回NHK紅白歌合戦』（だいじゅうよんかいエヌエイチケイこうはくうたがっせん）は、1963年（昭和38年）12月31日（JST）に東京宝塚劇場で行われた14回目のNHK紅白歌合戦。21時5分から23時45分（JST）に総合テレビ・ラジオ第1で生放送された。
全編の映像がNHKに現存する最古の回である。2025年（令和7年）3月8日、NHKの放送100年プロジェクトに当たって『みんなのベスト紅白 懐かしの「NHK紅白歌合戦〜第14回」（リマスター版）』が全編放送された。これ以前には、NHK衛星第2テレビジョンの『思い出の紅白歌合戦』で2度の再放送（1989年は短縮版、2001年は全編再放送）が行われたほか、放送ライブラリーでも視聴可能である。
この回で記録した視聴率81.4パーセント（ビデオリサーチ調べ、関東地区）は、ビデオリサーチによる視聴率調査が始まって以来の最も高い視聴率となった。なお、同時期に視聴率調査を行っていたニールセンの調査では、89.8パーセント（関東地区）を記録している。
翌1964年に開催される東京オリンピックにちなんで、五輪のマークと聖火台を模した舞台セットが特徴となり、オープニングでは聖火ランナーに扮した渥美清が登場して、オリンピック開会式風の演出が行われた。また、エンディングでは例年の「蛍の光」ではなく「東京五輪音頭」が合唱された。「蛍の光」が歌われなかったのは紅白史上この年だけである。
第4回(1953年)からラジオ・テレビでの同時放送となった紅白は、第10回(1959年)や翌年の第11回(1960年)からテレビを意識した視覚的演出を取り入れ、放送台本や演出にも変化が現れるようになった。視聴率81.4パーセントを記録したこの回は、その後の紅白が「国民的番組」と称されるきっかけを作った。

## 出演者

### 司会者
- 紅組司会：江利チエミ - 歌手
- 白組司会：宮田輝 - NHKアナウンサー
- 総合司会：石井鐘三郎 - NHKアナウンサー
- テレビ・ラジオ実況：土門正夫 - NHKアナウンサー

当初、両組司会は前回に引き続き森光子・宮田輝に内定していたが、発表2日前の12月10日夜になってから森が辞退。森は翌年1月2日に芸術座で『越前竹人形』の主演を務めることになっており、12月30日に舞台稽古の予定だったが、台本の遅延でこれが翌31日にずれ込む可能性が発生したためである。慌てたNHKは直ちに「紅白実施委員会」を開き、代わってこの1年舞台・映画・ミュージカル・放送に大活躍しこれまで紅白11回連続出場の実績を持つ江利チエミを起用することを決める。チエミは12月11日夜に1度断りを入れるが再度の交渉に12月12日朝、ようやく了解し同日出場歌手と共に司会が発表された。それまでは出場歌手の中から司会が選ばれることはなかったが、今回はチエミの登板が緊急であったこともあり初めての掛け持ちとなった。

### 大会委員長
- 春日由三 - NHK専務理事

### 出場歌手
初出場、      返り咲き
| 曲順 | 組 | 歌手名                 | 回 | 曲目                           |
| ---- | -- | ---------------------- | -- | ------------------------------ |
| 1    | 紅 | 弘田三枝子             | 2  | 悲しきハート                   |
| 2    | 白 | 田辺靖雄               | 初 | 雲に聞いておくれよ             |
| 3    | 紅 | 仲宗根美樹             | 2  | 奄美恋しや                     |
| 4    | 白 | 守屋浩                 | 4  | がまの油売り                   |
| 5    | 紅 | 松山恵子               | 7  | 別れの入場券                   |
| 6    | 白 | 北島三郎               | 初 | ギター仁義                     |
| 7    | 紅 | 雪村いづみ             | 6  | 思い出のサンフランシスコ       |
| 8    | 白 | アイ・ジョージ         | 4  | ダニー・ボーイ                 |
| 9    | 紅 | こまどり姉妹           | 3  | 浮草三味線                     |
| 10   | 白 | 和田弘とマヒナスターズ | 5  | 男ならやってみな               |
| 11   | 紅 | 坂本スミ子             | 3  | テ・キエロ・ディヒステ         |
| 12   | 白 | ジェリー藤尾           | 3  | 誰かと誰かが                   |
| 13   | 紅 | 高石かつ枝             | 初 | りんごの花咲く町               |
| 14   | 白 | 三浦洸一               | 8  | こころの灯                     |
| 15   | 紅 | 楠トシエ               | 7  | 銀座かっぽれ                   |
| 16   | 白 | 森繁久彌               | 5  | フラメンコかっぽれ             |
| 17   | 紅 | 江利チエミ             | 11 | 踊り明かそう                   |
| 18   | 白 | 立川澄人               | 初 | 運が良けりゃ                   |
| 19   | 紅 | トリオ・こいさんず     | 2  | イヤーかなわんわ               |
| 20   | 白 | ボニージャックス       | 初 | 一週間                         |
| 21   | 紅 | 吉永小百合             | 2  | 伊豆の踊子                     |
| 22   | 白 | 北原謙二               | 2  | 若い明日                       |
| 23   | 紅 | 朝丘雪路               | 6  | 永良部百合の花                 |
| 24   | 白 | 田端義夫               | 初 | 島育ち                         |
| 25   | 紅 | 島倉千代子             | 7  | 武蔵野エレジー                 |
| 26   | 白 | 三橋美智也             | 8  | 流れ星だよ                     |
| 27   | 白 | 村田英雄               | 3  | 柔道一代                       |
| 28   | 紅 | 畠山みどり             | 初 | 出世街道                       |
| 29   | 白 | 橋幸夫                 | 4  | お嬢吉三                       |
| 30   | 紅 | 西田佐知子             | 3  | エリカの花散るとき             |
| 31   | 白 | フランク永井           | 7  | 逢いたくて                     |
| 32   | 紅 | 越路吹雪               | 9  | ラストダンスは私に             |
| 33   | 白 | ダークダックス         | 6  | カリンカ                       |
| 34   | 紅 | スリー・グレイセス     | 2  | アイ・フィール・プリティ       |
| 35   | 白 | 芦野宏                 | 9  | パパと踊ろう                   |
| 36   | 紅 | 倍賞千恵子             | 初 | 下町の太陽                     |
| 37   | 白 | 舟木一夫               | 初 | 高校三年生                     |
| 38   | 紅 | 三沢あけみ             | 初 | 島のブルース                   |
| 39   | 白 | 坂本九                 | 3  | 見上げてごらん夜の星を         |
| 40   | 紅 | 梓みちよ               | 初 | こんにちは赤ちゃん             |
| 41   | 白 | 旗照夫                 | 7  | 史上最大の作戦マーチ           |
| 42   | 紅 | ペギー葉山             | 10 | 女に生れて幸せ                 |
| 43   | 白 | デューク・エイセス     | 2  | ミスター・ベース・マン         |
| 44   | 紅 | ザ・ピーナッツ         | 5  | 恋のバカンス                   |
| 45   | 白 | 春日八郎               | 9  | 長崎の女                       |
| 46   | 紅 | 五月みどり             | 2  | 一週間に十日来い               |
| 47   | 白 | 植木等                 | 2  | どうしてこんなにもてるんだろう |
| 47   | 白 | 植木等                 | 2  | ホンダラ行進曲                 |
| 48   | 紅 | 伊東ゆかり             | 初 | キューティ・パイ・メドレー     |
| 48   | 紅 | 園まり                 | 初 | キューティ・パイ・メドレー     |
| 48   | 紅 | 中尾ミエ               | 2  | キューティ・パイ・メドレー     |
| 49   | 白 | 三波春夫               | 6  | 佐渡の恋唄                     |
| 50   | 紅 | 美空ひばり             | 8  | 哀愁出船                       |

#### 選考を巡って
- 前回の出場歌手の中より今回不選出となった歌手は以下。
  - 紅組：及川三千代・大津美子・中原美紗緒・松尾和子・宮城まり子・森山加代子
  - 白組：飯田久彦・佐川ミツオ[注釈 8]・ダニー飯田とパラダイス・キング・藤島桓夫
- 石原裕次郎は本人の都合により辞退[4]。淡谷のり子は落選した[4]。

### 演奏
- 紅組：原信夫とシャープス・アンド・フラッツ（指揮：原信夫）
- 白組：NHKオール・スターズ（指揮：奥田宗宏）
- 東京放送管弦楽団（指揮：藤山一郎、前田璣）
- 合唱：東京放送合唱団

### 審査員
- 長澤泰治 - NHK芸能局長（審査委員長）。
- 細川隆元 - 政治評論家。
- 丹羽文雄 - 作家。
- 實川延若 - 歌舞伎俳優。この年、三代目・實川延若を襲名。
- 中西太 - 西鉄ライオンズ選手兼任監督。選手兼任監督（プレイング・マネージャー）としてライオンズをパ・リーグ制覇に導く。
- 栃ノ海晃嘉 - 大相撲・大関。この年の大相撲・九州場所で優勝。
- 飯田蝶子 - 女優。この年、紫綬褒章受賞。
- 貞閑晴 - 1964年東京オリンピック女子選手村責任者
- 新珠三千代 - 女優。
- 花柳壽輔 - 舞踊家。この年、花柳流宗家家元三世・花柳壽輔を襲名。
- 佐久間良子 - 女優。
- ほか視聴者代表が会場に2名、札幌・仙台・名古屋・大阪・広島・松山・福岡より地方審査員として2名ずつ計14名

### 他のゲスト
- 渥美清
- トニー谷
- 清川虹子
- 藤田まこと・長谷百合 - 大阪府大阪市南区（現：中央区）の法善寺横丁より中継で出演。同年に放送されたドラマ『法善寺横丁』に出演していたことから、応援ゲストに起用された。藤田は朝日放送『てなもんや三度笠』で人気を博していた時期であり、江利が「てなもんやのお兄さん」と紹介していた。
- 武智豊子
- 三木のり平
- 八波むと志
- 千葉信男
- 柳家金語楼 - テルスター衛星に扮して登場。
- 黒柳徹子
- 永六輔
- ハナ肇とクレージーキャッツ - 植木等のバックコーラス。芦野宏の歌唱中には谷啓が舞台に登場した。

## 当日のステージ・エピソード
- 江利は後に「出演する方を目立たせるために、地味な格好を自分はしたり、夢中で頑張った」と語っている。また、江利の出番での曲紹介は宮田が行った。
- のちに史上最多の出演50回を誇る北島三郎が初出場。
- 坂本九は、本番直前に衣装全てが盗まれたため、家から持ってきた私物で本番に臨んだ。
- 第9回におけるグループの出場解禁後、前回までグループは全てグループ同士で対戦していたが、今回以降はグループ対ソロ歌手の組み合わせが行われるようになる。
- 19対8で紅組が優勝（通算7勝7敗）。
- 今回使用したマイクロホンは、歌手・司会者用共にAIWA VM-17S（BTS呼称、RV2-2）とされている（翌年の第15回にも同じタイプのものが使われているが、マイク自体を支える両脇のアームが無い試作品）。雪村いづみ、三波春夫はワイヤレスマイクを衣装に付けてセット中央の階段から歌い始めた。

## 後日譚
江利・宮田の両軍司会は好評となり、第15回もこのコンビが続投することとなった。ただ前者は当初「『1回でやめておけば良かったのに』、などと言われたら・・・」という気持ちに苛まれ再三断っていた。「私のPRをしてくれない」「自分ばかり売り込んで」という周囲の声にも悩まされ、憂欝になったという。本人曰く「ダーリン（高倉健）もあんな疲れる仕事はもうしない方がいいって言っていたんです」とのことだが、結果的に熱心なNHKのラブコールに折れる格好で続投を決意した。